# EUR.2
EUR.2 ist eine Formular-Bezeichnung für eine Warenverkehrsbescheinigung, die im Postverkehr von Handelswaren nach Syrien verwendet werden darf. Sie ist ausschließlich für Ursprungswaren zugelassen und dient bis zu einer Wertgrenze von 2.820 EUR als vereinfachter Nachweis der Handelspräferenz-Eigenschaft. Beim Überschreiten der Wertgrenze oder bei Sendungen außerhalb des Postverkehrs muss das Formular EUR.1 verwendet werden.